# Aporá
Aporá är en kommun i Brasilien.   Den ligger i delstaten Bahia, i den östra delen av landet, 1 100 km öster om huvudstaden Brasília. Antalet invånare är 17 720.
Omgivningarna runt Aporá är huvudsakligen savann. Runt Aporá är det ganska glesbefolkat, med 21 invånare per kvadratkilometer.